# Gabriel DropOut
Gabriel DropOut (japanisch ガヴリールドロップアウト Gavurīru Doroppuauto) ist eine Manga-Reihe des Mangaka Ukami, die seit dem 27. Dezember 2013 im Dengeki Daioh G des Verlages ASCII Media Works erscheint. Im Jahr 2018 erschien der erste Band des Ablegers Tapris SugarStep mit Zeichnungen des Illustrators Bafako. 2017 wurde eine zwölfteilige Animeserie basierend auf der Mangareihe im japanischen Fernsehen ausgestrahlt.
Die Serie folgt dem Engel Gabriel, die nach ihrem Abschluss auf der Engelschule, zur Erde gesandt wird, um dort auf einer Oberschule für Menschen mehr über das Leben auf diesem Planeten zu lernen.

## Handlung
Nachdem sie ihren Abschluss an der Engelschule gemeistert haben, werden die Absolventinnen auf die Erde gesandt um mehr über die Menschen zu lernen und diese gegebenenfalls wieder auf den richtigen Weg zu führen. Gabriel White Tenma, die die der Schule als Jahrgangsbeste abgeschlossen hat, gerät in der Menschenwelt mit einem MMORPG in Kontakt und entwickelt eine Sucht für Videospiele und Internet. Die Serie folgt den Engeln Gabriel und Raphiel, sowie den Dämoninnen Satania und Vigne durch deren Schulalltag.

## Charaktere
Gabriel White Tenma (天真・ガヴリール・ホワイト, Tenma Gavurīru Howaito)
Gabriel White Tenma ist die Jahrgangsbeste aus der Engelschule, die nach ihrem Abschluss auf die Erde entsandt wird, um dort mehr über die Menschen zu lernen. Durch den Kontakt mit Internetspielen entwickelt sie eine Abhängigkeit. Sie ist faul und unmotiviert. Gabriel ignoriert ständig die Versuche ihrer Freundinnen, sie wieder auf den rechten Weg zu bringen. Sie sagt von sich selbst, dass ihr makelloser Charakter an der Engelschule lediglich eine Fassade war und sie in Wahrheit ein „Schmuddelengel“ sei.
Vignette April Tsukinose (月乃瀬・ヴィネット・エイプリル, Tsukinose Vinetto Eipuriru)
Vigne ist das absolute Gegenstück von Gabriel. Sie ist pflichtbewusst und sieht oft nach Gabriel, obwohl sie eigentlich eine Dämonin ist. Die einzigen Momente, in denen sie manipulativ oder gar gefährlich werden kann, sind, wenn sie Events veranstaltet, die sie mag – wie etwa das Feiern von Weihnachten.
Satanichia McDowell Kurumizawa (胡桃沢・サタニキア・マクドウェル, Kurumizawa Satanikia Makudoweru)
Satania ist eine egoistische und kindische Dämonin, die oft unreife Wege einschlägt um Ärger zu verursachen, was aber ständig misslingt. Sie wird häufig von Raphiel, einem Engel und Klassenkameradin gepiesackt. Auch wird sie stetig von einem streunenden Hund um ihr geliebtes Melonenbrot gebracht. Sie wird aufgrund ihrer Inkompetenz und Naivität von ihren Freundinnen geärgert.
Raphiel Ainsworth Shiraha (白羽・ラフィエル・エインズワース, Shiraha Rafieru Einzuwāsu)
Raphiel ist eine Mitschülerin von Gabriel und war hinter ihr die zweitbeste Absolventin an der Engelschule. Obwohl sie ständig ein engelhaftes Lächeln zeigt, hat sie eine sadistische Ader und liebt es, besonders Satania zu provozieren und zu ärgern. Sie hat eine Angst vor Fröschen.
Tapris Sugarbell Chisaki (千咲・タプリス・シュガーベル, Chisaki Tapurisu Shugāberu)
Tapris ist ein Engel, die nach wie vor die Engelschule besucht und Gabriel bewundert. Sie macht Satania für Gabriels Charakterwandel verantwortlich.
Machiko (まち子)
Machiko ist die Klassensprecherin aus Gabriels Klasse. Unwissend, dass Gabriel in Wahrheit ein Engel ist, ist sie über Gabriels Aktionen verwundert.
Master (マスター, Masutā)
Er ist der Besitzer eines Kaffeeladens, in der Gabriel – wenn auch nur widerwillig – jobbt. Er ist über Gabriels Art und Weise verwirrt, erklärt ihr abstruses Verhalten mit Sprachproblemen. Er ist ein Kaffee-Virtuose und schwärmt von seiner eigens kreierten Hausmischung.
Zelel White Tenma (てんま・ゼルエル・ホワイト)
Zelel ist Gabriels ältere Schwester. Sie ist sehr streng. Zelel nimmt ihre Schwester nach einem Besuch in ihre Fittiche und versucht Gabriel mit harten Maßnahmen wieder zur Vernunft zu bringen. Sie hat Angst vor Hunden.

## Umsetzung

### Manga
Mangaka Ukami startete die Mangareihe am 27. Dezember 2013. Die Serie wird im Magazin Dengeki Daioh G des Verlages ASCII Media Works veröffentlicht und wurde bisher in acht Bänden im Tankōbon-Format veröffentlicht. Der Verlag Yen Press erhielt die Lizenz für eine englischsprachige Veröffentlichung der Serie. Im Jahr 2018 erschien mit Tapris SugarStep der erste Band eines Ableger-Mangas, der sich auf den Charakter Tapris fokussiert. Für den Ableger steuerte der Illustrator Bafako die Zeichnungen bei.

### Anime
Am 27. Juli 2016 wurde im Dengeki Daiho G angekündigt, dass die Mangareihe eine Umsetzung als Animeserie erhalten werde. Der Anime entstand im Studio Dōga Kōbō unter der Regie von Masahiko Ohta. Das Drehbuch wurde von Takashi Aoshima verfasst, das Charakterdesign stammt aus der Feder von Katsuhiro Kumagai. Die Serie wurde zwischen dem 9. Januar 2017 und dem 27. März gleichen Jahres gezeigt, wobei Crunchyroll die Serie im Simulcast ausstrahlte. Die erste Episode wurde vorab am 18. Dezember 2016 im Shinjuku Piccadilly in Tokio gezeigt. Die Titel im Vor- bzw. Abspann heißen Gabriel Dropkick (ガヴリールドロップキック Gavurīru Doroppukikku) und Hallelujah Essaim (ハレルヤ☆エッサイム Hareruya Essaimu), die beide von den Synchronsprecherinnen der vier Protagonistinnen Gabriel, Vigne, Satania und Raphiel – Miyu Tomita, Kana Hanazawa, Naomi Ōzora und Saori Ōnishi – eingesungen wurden.
In der siebten Episode der Serie ist im Abspann das Wiegenlied-ähnliche The Gabriel Counting Song (ガヴリールの数え歌 Gabriel no Kazoeuta), gesungen von Saori Ōnishi, zu hören. Die Animeserie besteht aus zwölf Episoden, die in Japan in drei DVD/Blu-ray-Boxen veröffentlicht wurden. Die erste und dritte Box enthält jeweils eine zusätzliche Folge als Original Video Animation.
Am 2. Februar 2019 gab der Publisher Kazé Anime bekannt, die Serie im deutschsprachigen Raum zu veröffentlichen.

## Synchronisation
| Rolle                       | Japanische Stimme (Seiyū) |
| --------------------------- | ------------------------- |
| Gabriel White Tenma         | Miyu Tomita               |
| Vignette April Tsukinose    | Saori Ōnishi              |
| Satania McDowell Kurumizawa | Naomi Ōzora               |
| Raphiel Ainsworth Shiraha   | Kana Hanazawa             |
| Tapris Sugarbelle Chisaki   | Inori Minase              |
| Machiko                     | Mai Fuchigami             |
| Master                      | Hideyuki Umezu            |
| Zelel White Tenma           | Miyuki Sawashiro          |